# Constantin Luser

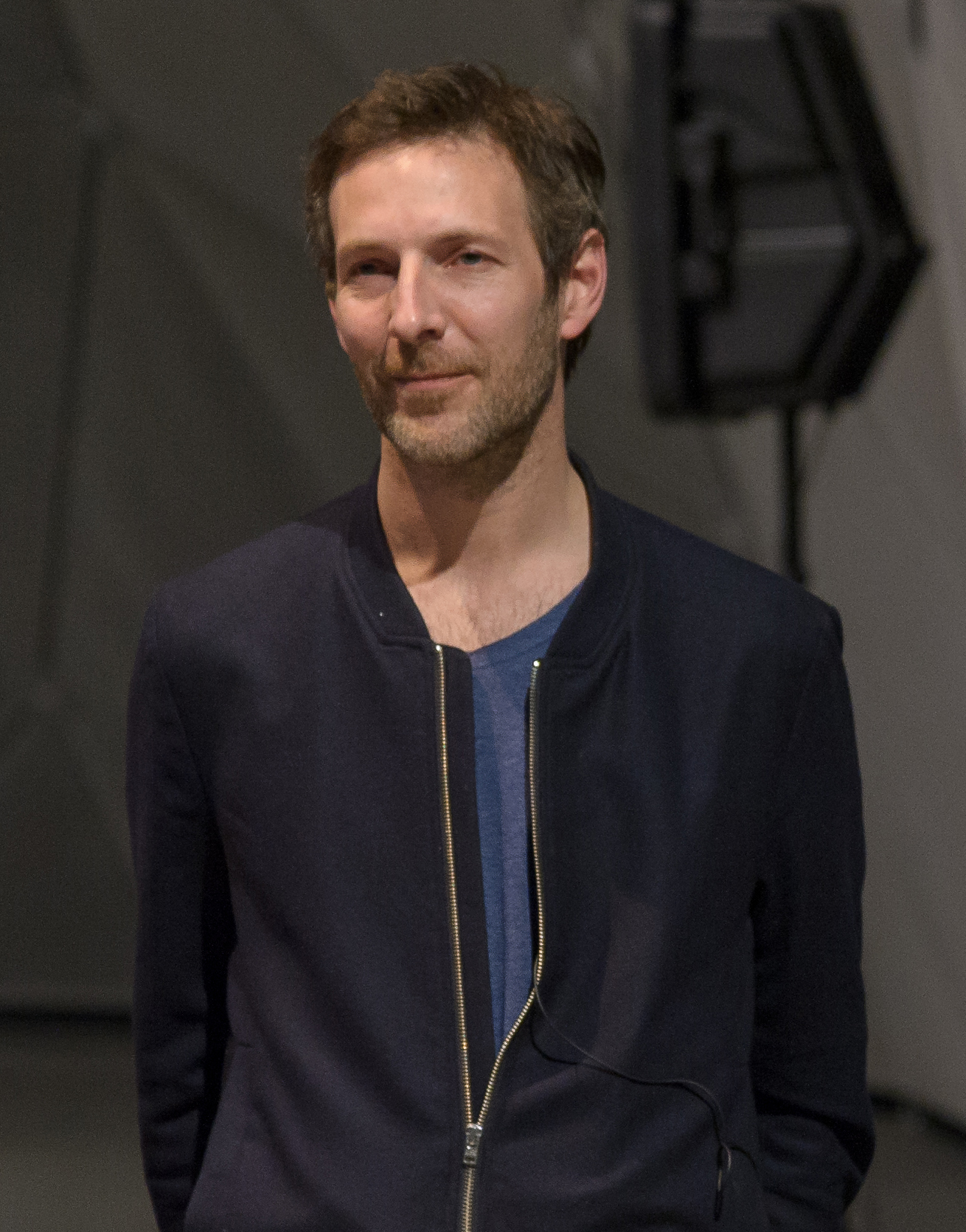
Constantin Luser

Constantin Luser (* 1976 in Graz) ist ein österreichischer Grafiker, der in Wien und Graz lebt und arbeitet.

## Leben
Constantin Luser besuchte von 1988 bis 1995 das Akademische Gymnasium Graz, anschließend studierte er von 1995 bis 1999 an der Fachhochschule Graz Industrial Design, an der Akademie der Bildenden Künste in Wien Konzeptuelle Kunst bei Renée Green und Marina Grzinic (1999–2001) und an der Universität für Angewandte Kunst in Wien Visuelle Medien bei Brigitte Kowanz (1999–2004).

## Werk
Die Zeichnungen von Constantin Luser sind grafische Umsetzungen von Gedanken, technisch komplexe, mit vielen Ebenen aus Worten, Chiffren, Symbolen, abstrakten und figurativen Elementen versehene Systeme. Constantin Lusers visuelle Referenz zur Computergraphik schafft einen inhaltlichen Bezug zur digitalen Informationsverarbeitung und fällt auf durch eine feine und genaue Strichführung, welche Ebenen definiert, Strukturen erarbeitet, Verhältnisse festlegt und Orientierung ermöglicht.
Er hatte zahlreiche Ausstellungen im In- und Ausland. 2023 wurde im Parlamentsgebäude Wien seine Arbeit
„Demokratietrompete, Fries mit Horn und Waage“ als permanente Installation umgesetzt.

## Stipendien
- 2002 Fred-Adlmüller-Stipendium

## Anerkennungen
- 2007 Boston Consulting & Belvedere Contemporary Art Award
- 2020 Dagmar Chobot Skulpturenpreis[2]

## Einzelausstellungen, Installationen, Projekte
- 2000 rec, Lichtinstallation auf der Fassade der Universität für angewandte Kunst Wien
- 2000 transpackaging, Kulturzentrum Minoriten, Graz
- 2001 beforum, Forum Stadtpark, Graz
- 2002 systa.more, Steirischer Herbst, Neue Galerie Studio, Graz,  (Catalogue)
- 2003 Lichtschreibmaschine/lighttypingwriter, Real Utopia, rotor, Graz
- 2004 4/4 kunst bei wittmann, Wien
- 2005 Sleeping Longer, Art Unlimited, Basel
- 2005 Videoclip Speakeasy, Pumali Panthers feat. Tania Saedi
- 2006 mind mapping, Austrian Cultural Forum, London
- 2007 Alles klar? Zeitgenössische Kunst aus Ägypten, Salzburger Kunstverein, Salzburg
- 2008 Handlungswolken, Augarten Contemporary, Belvedere, Wien
- 2010 Seismograd, Städtische Museen, Kunstsammlung Jena
- 2013 Uno Giro, Gironcoli Museum, Herberstein
- 2016 Musik zähmt die Bestie, Kunsthaus Graz, Graz
- 2017 Symetron, Büro Weltausstellung, Wien
- 2019 Grand Kobel, Taubenkobel Pop Up, Wien
- 2020 Seegewohnheiten, Bildraum Bodensee, Bregenz (AT)  2019
- 2021 Sound of Brass, Das Muth, Wien